# ECASA
ECASA (Empresa Cubana de Aeropuertos y Servicios Aeroportuarios SA) es una empresa pública que opera aeropuertos en Cuba, incluyendo Aeropuerto Internacional José Martí de La Habana.